# Ragnhildur Steinunn Jónsdóttir
Ragnhildur Steinunn Jónsdóttir (* 29. April 1981) ist eine isländische Fernsehmoderatorin und Schauspielerin.

## Leben
Ragnhildur ist das einzige Kind ihrer Eltern Ragnhildur Steinunn Maríusdóttir und Jón Þór Harðarson. In ihrer Jugend trainierte sie Gymnastik. Sie studierte Physiotherapie an der Universität Island.
2003 gewann sie den Miss-Island-Wettbewerb und nahm an den Wahlen zur Miss Europa und Miss Universe teil.
Ragnhildur moderierte mehrfach den Wettbewerb um die Wahl des isländischen Vertreters beim Eurovision Song Contest, die Söngvakeppni. Zwischen 2005 und 2007 präsentierte sie die Ergebnisse des isländischen ESC-Scores.
Sie ist Moderatorin der Fernsehsendung „Kastljós“, der Nachrichten- und Diskussionssendung des Ríkisútvarp. Ragnhildur spielte in mehreren Filmen mit.
Sie ist verheiratet und hat vier Kinder.

## Filmografie

### Schauspielerin
- 2007: Astrópía (Hauptrolle Hildur)
- 2009: Algjör Sveppi og leitin að Villa
- 2009: Reykjavik Whale Watching Massacre
- 2010: Mamma Gógó
- 2011: Kurteist fólk

### Regisseurin
- 2011: Ísþjóðin
- 2012: Hrafnhildur - heimildarmynd um kynleiðréttingu